# José Antonio Fortuny Pons
José Antonio Fortuny Pons és un escriptor menorquí. Des de nen s'ha vist afectat per una malaltia muscular degenerativa que li ha provocat una paràlisi progressiva que l'ha lligat a una cadira de rodes. Ha plasmat la seva experiència en el llibre Diálogos con Axel: cuando seamos inmortales (2003), on narra l'acceptació de la malaltia i la seva lluita quotidiana per sobreviure, i que va suposar tot un èxit editorial i un bon ressò mediàtic. El 2008 va obtenir el Premi Ramon Llull. amb la motivació següent: «La seva condició d'afectat per una paràlisi progressiva no li ha impedit gaudir duna intensa vida intel·lectual, fins al punt que el seu llibre Diálogos con Áxel va suposar tot un èxit editorial en el conjunt de lEstat. Amb aquesta obra va aconseguir un ampli ressò mediàtic i també el suport dels lectors i de la crítica literària especialitzada.»